# Kamp Omarska
Kamp Omarska was tijdens de Bosnische Oorlog een concentratiekamp in het mijnstadje Omarska, bij Prijedor in het noorden van Bosnië. In het kamp werden veelvuldig oorlogsmisdaden gepleegd. De schokkende beelden van concentratiekampachtige taferelen zonden in augustus 1992 een schokgolf door de wereld en Kamp Omarska werd synoniem van wreedheden begaan in de Bosnische oorlog.
Kamp Omarska functioneerde tussen 25 mei en 22 augustus 1992 (op de laatste dag werden nog drie vrouwen vermoord). Het kamp werd ingericht door de autoriteiten van de Servische Republiek om meer dan 3.000 Kroatische en Bosnische burgers uit de regio Prijedor gevangen te houden. Officieel werd het kamp aangeduid als een "onderzoekcentrum". De gevangenen werden door de Serviërs beschuldigd van paramilitaire activiteiten.
Volgens het Joegoslaviëtribunaal en vele overlevenden, werden de gevangenen mishandeld, verkracht, seksueel misbruikt en vermoord, en leek het kamp eerder op een concentratiekamp dan op een detentiekamp. Het kamp was onderdeel van de strategie, gepresenteerd door Radovan Karadžić op 12 mei 1992 in Banja Luka, om het gebied waar de Servische Republiek was gepland te ontdoen van de niet-Servische bewoners.

## Etnische zuiveringen
In mei 1992 vonden er hevige Servische aanvallen plaats op door Bosniakken en Kroaten bewoonde gebieden in Prijedor en Kozarac. Veel burgers werden standrechtelijk geëxecuteerd tijdens deze etnische zuiveringen van niet-Servische wijken en dorpen. Bosniakken en Kroaten werden gedwongen hun woningen te verlaten. De meesten van hen werden door het Bosnisch-Servische leger gevangengenomen en gebracht naar het kamp Omarska. Ook werden mensen in andere kampen opgesloten, zoals Keraterm en Trnopolje. In Trnopolje zaten ook veel vrouwen en kinderen. In de weken die volgden werden ook burgers uit de gebieden rondom Prijedor naar Omarska gebracht. De meeste gevangenen in Omarska waren mannen, maar er waren ook 37 vrouwen en tientallen minderjarigen in het kamp. De vrouwen, die meervoudig werden verkracht, werden gedwongen het kamp schoon te maken en voedsel rond te brengen. Vijf van hen kwamen ook in het kamp om.

## Kamp
De gevangenen werden in drie gebouwen van een mijnbouwbedrijf ondergebracht. De verhoren vonden plaats in het administratiegebouw, waar ook de meeste vrouwen werden vastgehouden. Meest berucht was het zogenaamde “Witte Huis”, waar ernstige mishandelingen werden uitgevoerd en veel gevangenen gedood. De mishandelingen werden ook uitgevoerd op een betonnen binnenplaats die de “pista” werd genoemd. Een ander klein gebouw stond bekend als “het Rode Huis”, ook daarheen werden gevangenen soms gebracht maar daar kwamen zij meestal niet meer van terug.
Op 5 augustus 1992 wisten de journalisten Ed Vulliamy (van The Guardian), Penny Marshal (van ITN) en later Roy Gutman (van Newsday) het kamp Omarska te bereiken. Hun reportages waren mede aanleiding voor de Verenigde Naties om nader onderzoek te doen naar oorlogsmisdaden in Bosnië-Herzegovina. Minder dan een maand nadat de berichten over het kamp in de media verschenen, werd het gesloten.

## Slachtoffers
Over het aantal slachtoffers bestaat discussie. Volgens vroege schattingen van het United States Department of State en andere westerse bronnen werden tussen de 4.000 en 5.000 personen omgebracht in Omarska. Na de oorlog werden niet ver van het kamp twee massagraven gevonden met daarin in totaal 1.037 lichamen. In de regio Prijedor werden tot op heden 63 massagraven blootgelegd, waarvan vele met het kamp Omarska in verband worden gebracht. Afgaande op getuigenissen van voormalig gedetineerden en op het aantal thans nog vermiste personen (1559) is het zeer waarschijnlijk dat er in Omarska in slechts 3 maanden tijd inderdaad duizenden mensen zijn omgebracht. Ook tegenwoordig nog worden er incidenteel lichamen van slachtoffers gevonden. In 2004 werd het grootste massagraf ontdekt in het dorp Kevljani, op steenworp afstand van Omarska, met de resten van 456 mensen.
Een groep gevangenen die het kamp overleefden pleit ervoor dat de kampgebouwen niet meer in hun oude functie van mijnbouwbedrijf worden gebruikt, maar als monument gehandhaafd blijven. Inmiddels is een deel van het complex echter overgenomen door Mittal Steel, en het complex zal dus een functie in de staalindustrie behouden. Mittal Steel heeft wel besloten een deel van het kamp te bewaren. Op 1 december 2005 vond in Banja Luka een persconferentie plaats waarin Mittal Steel heeft aangekondigd de bouw van een herdenkingscentrum van Omarska in en rondom het "Witte Huis" te zullen financieren.

## Processen
Het Joegoslavië-tribunaal begon in februari 2000 een proces tegen vijf mannen die hoofdverantwoordelijk werden geacht. Na 113 zittingsdagen en het horen van 140 getuigen werd er uitspraak gedaan tegen Dragoljub Prcac, Miroslav Kvocka, Milojica Kos, Mladjo Radic en Zoran Zigic. Zigic was de enige van hen die schuld bekende. In 2006 is voor het Hof van Bosnië en Herzegovina in Sarajevo het proces begonnen tegen 'de vier van Omarska', waaronder Zeljko Mejakic, de voormalige commandant in het kamp. Op 30 mei 2008 is Mejakic veroordeeld tot 21 jaar cel.

## Herdenking
Ieder jaar op 6 augustus verzamelen oud-gevangenen, vrienden en familie van de slachtoffers, maar ook vele anderen, zich in Omarska om de ruimtes van het oude concentratiekamp te bezoeken en om stil te staan bij de gevangenen die het drama niet hebben overleefd.